# Hendrik Philip Visser 't Hooft (arts)
Hendrik Philip (Hans of Atta) Visser 't Hooft (Haarlem, 20 september 1905 – Martigny, 28 juli 1977) was een olympisch hockeyer, arts en verzetsman.

## Biografie

### Gezinsleven
Visser ’t Hooft groeide op in een aristocratisch gezin met twee broers, Franciscus (Frans) en Willem Adolph (Wim). Zijn vader, mr. Hendrik Philip Visser ’t Hooft, was advocaat en rechter-plaatsvervanger te Haarlem. Het gezin was lid van de Remonstrantse Broederschap. De oudste zoon, Frans, ontwikkelde aanvankelijk een wetenschappelijke, later een vooral een zakelijke belangstelling; Wim ging letteren studeren maar koos later voor theologie. Hans, als jongste zoon, was sportief ingesteld en ging medicijnen studeren. Binnen de familie werd hij Atta genoemd.

### Sport
Visser ’t Hooft speelde hockey tijdens zijn studie medicijnen bij HC Bloemendaal en kwam uit als linksbuiten voor het herenhockeyteam tijdens de Olympische Spelen van 1928 in het Olympisch Stadion in Amsterdam. Het team behaalde een zilveren medaille. Hij had als bijnaam Haas.

### Arts
Hij begon in 1923 zijn medische studie in Leiden en behaalde op 22 april 1932 zijn artsexamen, zonder te promoveren. Na zijn huwelijk vestigde hij zich aanvankelijk in Dubbeldam, maar in 1935 vertrok naar Velp. Hij werd er in datzelfde jaar huisarts en verbond zich als geneesheer aan de medische zorg in het plaatselijk ziekenhuis.

### Gezin
In 1932 huwde hij te Den Haag met Willemina Scheúrleer. Zij kregen 6 kinderen, onder wie Jacoba Clasina (Clan).

### Verzet tijdens de Tweede Wereldoorlog
Tijdens de Tweede Wereldoorlog bood hij, evenals de andere plaatselijke artsen, onderdak aan gevluchte Joden en andere onderduikers. Zij werden daartoe opgeroepen door de landelijke artsenorganisatie Medisch Contact. De artsen genoten een zekere immuniteit, omdat de ter plaatse hun intrek genomen Duitsers, ook afhankelijk waren van hun medische zorg. Dit was dan ook een reden, dat de Duitsers het door de vingers zagen, dat hij op een gestolen Duitse motorfiets zijn visites aflegde, hoewel een Duitse patrouille hem op zeker moment daarvoor wilde arresteren, maar hij hen ontsnapte. Enige tijd later werd hij ontboden in de villa van Seyss-Inquart en vermoedde dat dit een valstrik zou kunnen zijn, maar het bleek dat Seyss-Inquart ziek was en Visser 't Hooft zich toen geplaatst voelde voor een moreel dilemma.
 De energieke Visser ’t Hooft werd de spil in het verzet, niet alleen plaatselijk, maar door zijn uitgebreide kennissenkring ook in heel Gelderland. In het ziekenhuis dat aan de Parkstraat lag, werd hij in die periode op vrijwillige basis, zowel voor medische als voor verzetsactiviteiten, bijgestaan door Audrey Hepburn.

### Zwitserland
Na de oorlog bleef Visser 't Hooft nog lang actief, ondernemend en schreef veel brieven.
Tijdens zijn vakantie in zijn geliefde Zwitserland, kreeg hij vlak voordat hij een berg zou gaan beklimmen een zware beroerte, waarna hij aan de gevolgen daarvan overleed. Hij werd op 3 augustus 1977 op de 'Bijzondere Begraafplaats van den Huize Rosendael' in Rozendaal in het graf van zijn reeds eerder overleden echtgenote bijgezet.

## Naam
Vader mr. Hendrik Philip Visser 't Hooft (1866-1930), voegde in 1917 de achternaam van diens moeder, Jacoba Visser (1840-1901), als nagedachtenis aan een van zijn tantes, aan de familienaam toe waardoor die daarna Visser 't Hooft luidde.